# 多帶副鋸刺蓋魚
多帶副鋸刺蓋魚，為輻鰭魚綱鱸形目鱸亞目蓋刺魚科的其中一個種。其种加词“multifasciatus”意为“多带的”。

## 分布
本魚分布於印度太平洋區，包括可可群島、馬來西亞、日本、台灣、菲律賓、印尼、澳洲、密克羅尼西亞、新喀里多尼亞、馬紹爾群島、所羅門群島、庫克群島、東加、萬納杜、法屬波里尼西亞、關島、吉里巴斯、薩摩亞群島等海域。

## 深度
水深7至70公尺。

## 特徵
本魚體呈方圓形而側扁，體淡色，體側具有8條深褐色橫紋，尾鰭具有褐色弧狀紋，腹鰭為黃色。背鰭硬棘13枚、背鰭軟條17至19枚；臀鰭硬棘3枚、臀鰭軟條17至18枚。體長可達12公分。

## 生態
本魚棲息於較陡峭的向海礁坡中的洞穴裡，活動範圍很少遠離棲息的洞穴，通常成對或小群地出現，屬雜食性，以藻類、珊瑚蟲、小型無脊椎動物等為食。

## 經濟利用
為高經濟價值的觀賞魚類。